# مرسيدس بنز سيتان
مرسيدس بنز سيتان (بالإنجليزية: Mercedes-Benz Citan) هي سيارة عربة نقل من صناعة مرسيدس بنز أنتجت في 2012.